# Oliver Christ (Psychologe)
Oliver Christ (* in Homberg (Ohm)) ist ein deutscher Psychologe.

## Leben
Von 2001 bis 2015 war er Lehrbeauftragter für Sozialpsychologie an der Universität Marburg. Von August 2011 bis Februar 2012 forschte er als Gastwissenschaftler an den Universitäten in Oxford und St Andrews. Von November 2012 bis November 2013 war er in Elternzeit. Von 2013 bis 2015 vertrat er den Lehrstuhl für Psychologische Methoden, Diagnostik und Evaluation an der FernUniversität in Hagen. Seit März 2015 ist er Professor für Psychologische Methoden und Evaluation.

## Schriften
- Die Überprüfung der transaktionalen Stresstheorie im Lehramtsreferendariat. Dissertation. Universität Marburg 2005.
- mit Kristian Kleinke, Elmar Schlüter: Strukturgleichungsmodelle mit Mplus. Eine praktische Einführung. De Gruyter Oldenbourg, Berlin 2017, ISBN 978-3-486-72419-6.